# Hàn Quốc tại Đại hội Thể thao Đông Á 1997
Hàn Quốc tham dự tại Đại hội Thể thao Đông Á 1997 tổ chức ở Busan, Hàn Quốc từ 10 tháng 5 năm 1997 đến 19 tháng 5 năm 1997. Hàn Quốc xếp hạng thứ ba với 45 huy chương vàng, 38 huy chương bạc, và 51 huy chương đồng.

## Tổng kết huy chương

### Bảng huy chương
| Môn thể thao    | Vàng | Bạc | Đồng | Tổng cộng |
| --------------- | ---- | --- | ---- | --------- |
| Điền kinh       | 4    | 6   | 8    | 18        |
| Cầu lông        | 4    | 2   | 2    | 8         |
| Bóng rổ         | 1    | 1   | 0    | 2         |
| Boxing          | 4    | 3   | 4    | 11        |
| Nhảy cầu        | 0    | 0   | 3    | 3         |
| Bóng đá         | 1    | 0   | 0    | 1         |
| Thể dục dụng cụ | 1    | 4   | 2    | 7         |
| Judo            | 6    | 3   | 6    | 15        |
| Bóng mềm        | 6    | 3   | 1    | 10        |
| Bơi lội         | 2    | 4   | 13   | 19        |
| Taekwondo       | 7    | 0   | 1    | 8         |
| Cử tạ           | 2    | 5   | 10   | 17        |
| Đấu vật         | 7    | 6   | 0    | 13        |
| Wushu           | 0    | 1   | 1    | 2         |